# Campeonato Mundial de Atletismo de 2019 - Maratona masculina
A competição da maratona masculina no Campeonato Mundial de Atletismo de 2019 foi realizada em Doha, no Catar, no dia 5 de outubro.

## Recordes
Antes da competição, os recordes eram os seguintes: 
| Recorde mundial                               | Eliud Kipchoge (KEN)     | 2:01:39 | Berlim, Alemanha        | 16 de setembro de 2018 |
| Recorde do campeonato                         | Abel Kirui (KEN)         | 2:06:54 | Berlim, Alemanha        | 22 de agosto de 2009   |
| Recorde do ano                                | Kenenise Bekele (ETH)    | 2:01:41 | Berlim, Alemanha        | 29 de setembro de 2019 |
| Recorde da África                             | Eliud Kipchoge (KEN)     | 2:01:39 | Berlim, Alemanha        | 16 de setembro de 2018 |
| Recorde da Ásia                               | Suguru Osako (JPN)       | 2:05:50 | Chicago, Estados Unidos | 7 de outubro de 2018   |
| Recorde da América do Norte, Central e Caribe | Khalid Khannouchi (USA)  | 2:05:38 | Londres, Inglaterra     | 14 de abril de 2002    |
| Recorde da América do Sul                     | Ronaldo da Costa (BRA)   | 2:06:05 | Berlim, Alemanha        | 20 de setembro de 1998 |
| Recorde da Europa                             | Mo Farah (GBR)           | 2:05:11 | Chicago, Estados Unidos | 7 de outubro de 2018   |
| Recorde da Oceania                            | Robert de Castella (AUS) | 2:07:51 | Boston, Estados Unidos  | 21 de abril de 1986    |

## Medalhistas
| Ouro                | Prata                 | Bronze             |
| Lelisa Desisa (ETH) | Mosinet Geremew (ETH) | Amos Kipruto (KEN) |

## Tempo de qualificação
| Tempo de qualificação |
| --------------------- |
| 2:16:00               |

## Calendário
| Data                 | Horário | Fase  |
| -------------------- | ------- | ----- |
| 5 de outubro de 2019 | 23:59   | Final |

Todos os horários estão no horário local (UTC+3)

## Resultado final
A final ocorreu dia 5 de outubro às 23:59. 
| Pos.              | Atleta                      | Nacionalidade   | Tempo   | Notas                |
| ----------------- | --------------------------- | --------------- | ------- | -------------------- |
| Medalha de ouro   | Lelisa Desisa               | Etiópia         | 2:10:40 | Recorde da temporada |
| Medalha de prata  | Mosinet Geremew             | Etiópia         | 2:10:44 |                      |
| Medalha de bronze | Amos Kipruto                | Quênia          | 2:10:51 |                      |
| 4                 | Callum Hawkins              | Grã-Bretanha    | 2:10:57 |                      |
| 5                 | Stephen Mokoka              | África do Sul   | 2:11:09 |                      |
| 6                 | Zersenay Tadese             | Eritreia        | 2:11:29 | Recorde da temporada |
| 7                 | El-Hassan El-Abbassi        | Bahrein         | 2:11:44 | Recorde da temporada |
| 8                 | Hamza Sahli                 | Marrocos        | 2:11:49 |                      |
| 9                 | Tadesse Abraham             | Suíça           | 2:11:58 |                      |
| 10                | Daniel Mateo                | Espanha         | 2:12:15 |                      |
| 11                | Laban Korir                 | Quênia          | 2:12:38 |                      |
| 12                | Yassine Rachik              | Itália          | 2:12:41 |                      |
| 13                | Fred Musobo                 | Uganda          | 2:13:42 |                      |
| 14                | Geoffrey Kirui              | Quênia          | 2:13:54 | Recorde da temporada |
| 15                | Eyob Ghebrehiwet Faniel     | Itália          | 2:13:57 | Recorde da temporada |
| 16                | Alphonce Simbu              | Tanzânia        | 2:13:57 |                      |
| 17                | Tomas Hilifa Rainhold       | Namíbia         | 2:14:38 |                      |
| 18                | Stephen Kiprotich           | Uganda          | 2:15:04 |                      |
| 19                | Paulo Roberto Paula         | Brasil          | 2:15:09 |                      |
| 20                | Yang Shaohui                | China           | 2:15:17 |                      |
| 21                | Thonakal Gopi               | Índia           | 2:15:57 |                      |
| 22                | Félicien Muhitira           | Ruanda          | 2:16:21 |                      |
| 23                | Ahmed Osman                 | Estados Unidos  | 2:16:22 | Recorde da temporada |
| 24                | Weldu Negash Gebretsadik    | Noruega         | 2:16:35 |                      |
| 25                | Hiroki Yamagishi            | Japão           | 2:16:43 | Recorde da temporada |
| 26                | Tiidrek Nurme               | Estónia         | 2:17:38 |                      |
| 27                | Malcolm Hicks               | Nova Zelândia   | 2:17:45 |                      |
| 28                | Adhanom Abraha              | Suécia          | 2:17:57 |                      |
| 29                | Yuki Kawauchi               | Japão           | 2:17:59 |                      |
| 30                | Caden Shields               | Nova Zelândia   | 2:18:08 |                      |
| 31                | Thijs Nijhuis               | Dinamarca       | 2:18:10 |                      |
| 32                | Desmond Mokgobu             | África do Sul   | 2:18:21 |                      |
| 33                | Roman Fosti                 | Estónia         | 2:18:30 | Recorde da temporada |
| 34                | Ngonidzashe Ncube           | Zimbabwe        | 2:18:42 |                      |
| 35                | Fyodor Shutov               | Atletas Neutros | 2:18:58 |                      |
| 36                | John Mason                  | Canadá          | 2:19:21 |                      |
| 37                | Kohei Futaoka               | Japão           | 2:19:23 |                      |
| 38                | Elkanah Kibet               | Estados Unidos  | 2:19:33 | Recorde da temporada |
| 39                | Julian Spence               | Austrália       | 2:19:40 |                      |
| 40                | Tseveenravdangiin Byambajav | Mongólia        | 2:20:07 |                      |
| 41                | Lemawork Ketema             | Áustria         | 2:20:45 |                      |
| 42                | Thomas De Bock              | Bélgica         | 2:21:13 |                      |
| 43                | Stephen Scullion            | Irlanda         | 2:21:31 |                      |
| 44                | Wellington Bezerra da Silva | Brasil          | 2:21:49 |                      |
| 45                | Berhanu Girma               | Canadá          | 2:22:28 |                      |
| 46                | Andrew Epperson             | Estados Unidos  | 2:23:11 |                      |
| 47                | Munyaradzi Jari             | Zimbabwe        | 2:23:34 |                      |
| 48                | Dmitrijs Serjogins          | Letônia         | 2:24:00 | Recorde pessoal      |
| 49                | Andrey Petrov               | Uzbequistão     | 2:24:54 |                      |
| 50                | Ihor Porozov                | Ucrânia         | 2:26:11 |                      |
| 51                | Vagner da Silva Noronha     | Brasil          | 2:26:11 |                      |
| 52                | Isaac Mpofu                 | Zimbabwe        | 2:29:24 |                      |
| 53                | Uladzislau Pramau           | Bielorrússia    | 2:31:04 |                      |
| 54                | Bat-Ochiryn Ser-Od          | Mongólia        | 2:36:01 |                      |
| 55                | Nicolás Cuestas             | Uruguai         | 2:40:05 |                      |
| 56                | Evans Chebet                | Azerbaijão      | DNF     | DNF                  |
| 56                | Olivier Irabaruta           | Burundi         | DNF     | DNF                  |
| 56                | Benson Seurei               | Bahrein         | DNF     | DNF                  |
| 56                | Duo Bujie                   | China           | DNF     | DNF                  |
| 56                | Merhawi Kesete              | Eritreia        | DNF     | DNF                  |
| 56                | Okubay Tsegay               | Eritreia        | DNF     | DNF                  |
| 56                | Mule Wasihun                | Etiópia         | DNF     | DNF                  |
| 56                | Daniele Meucci              | Itália          | DNF     | DNF                  |
| 56                | Paul Lonyangata             | Quênia          | DNF     | DNF                  |
| 56                | Mohamed Reda El Aaraby      | Marrocos        | DNF     | DNF                  |
| 56                | Derlis Ayala                | Paraguai        | DNF     | DNF                  |
| 56                | Thabiso Benedict Moeng      | África do Sul   | DNF     | DNF                  |
| 56                | Stephano Huche Gwandu       | Tanzânia        | DNF     | DNF                  |
| 56                | Augustino Paulo Sulle       | Tanzânia        | DNF     | DNF                  |
| 56                | Tony Ah-Thit Payne          | Tailândia       | DNF     | DNF                  |
| 56                | Polat Kemboi Arıkan         | Turquia         | DNF     | DNF                  |
| 56                | Mert Girmalegesse           | Turquia         | DNF     | DNF                  |
| 56                | Solomon Mutai               | Uganda          | DNF     | DNF                  |

Legenda
| Recorde mundial       | Recorde mundial (World record)               |                       | Recorde africano                      | Recorde africano (African) |                                           | Q | Classificado por posição (Qualified) |
| Recorde do campeonato | Recorde do campeonato (Championship record)  | Recorde da América    | Recorde da América (Americas)         | q                          | Classificado por melhor tempo (Qualified) |   |                                      |
| Melhor marca do ano   | Melhor marca do ano (World leading)          | Recorde asiático      | Recorde asiático (Asian)              | DNS                        | Não largou (Did not start)                |   |                                      |
| Recorde nacional      | Recorde nacional (National record)           | Recorde europeu       | Recorde europeu (European)            | DNF                        | Não terminou (Did not finish)             |   |                                      |
| Recorde pessoal       | Recorde pessoal do atleta (Personal best)    | Recorde da Oceania    | Recorde da Oceania (Oceania)          | DSQ / DQ                   | Desclassificado (Disqualified)            |   |                                      |
| Recorde da temporada  | Recorde da temporada do atleta (Season best) | Recorde sul-americano | Recorde sul-americano (South America) | NM                         | Sem marca (No mark)                       |   |                                      |